# Nerdearla

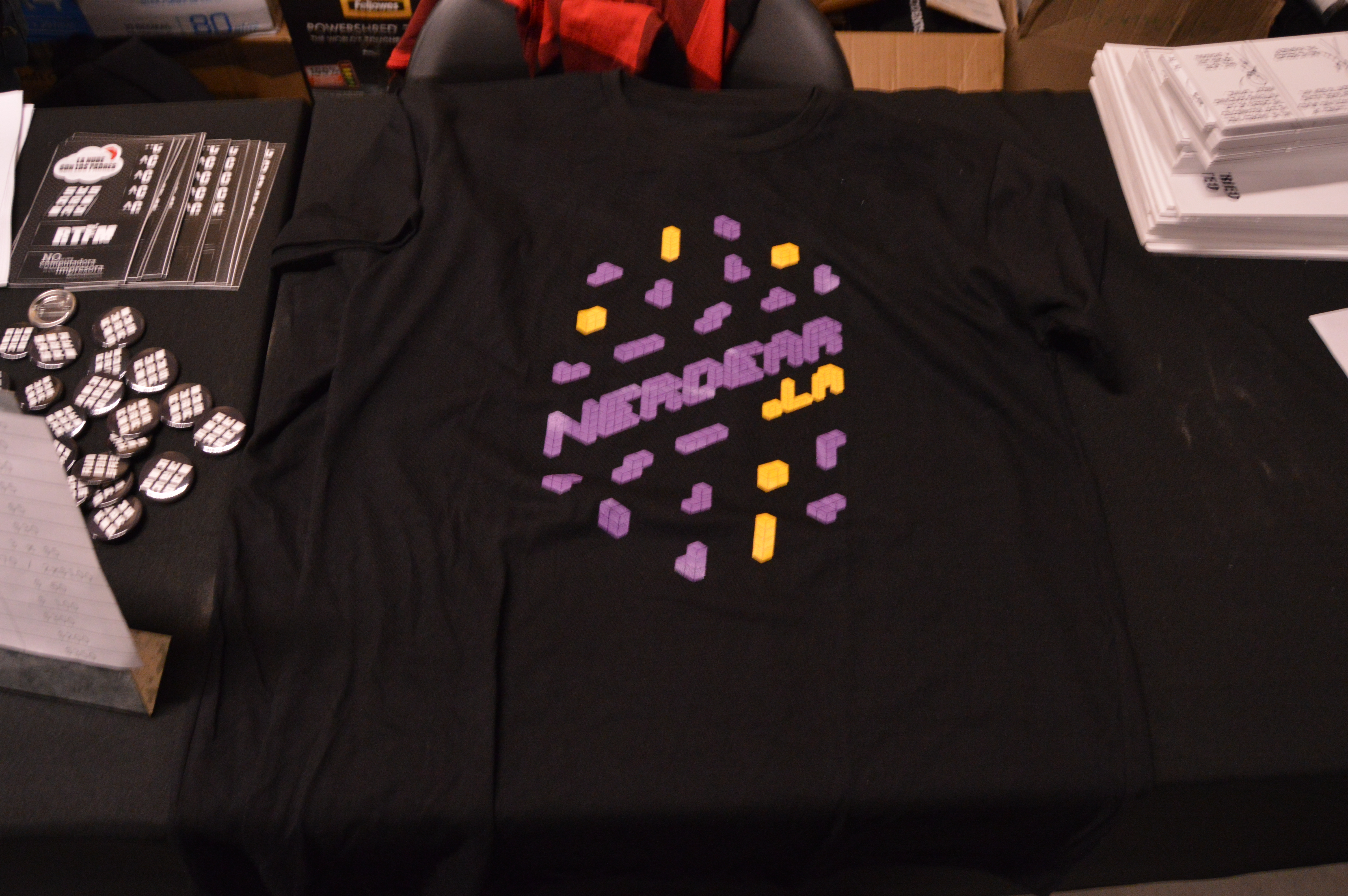
Una camiseta con la insignia de Nerdearla del 2017.

Nerdearla es una conferencia anual gratuita que se realiza a lo largo de todo latinoamericana sobre ciencia y tecnología, esto con la finalidad de conectar y hacer comunidad en los diferentes ámbitos tecnológicos. Así como conocer, explorar e intercambiar nuevas tendencias de la industria.Todas sus charlas y talleres se encuentran grabadas, lo que permite visualizar los diferentes temas de cada edición.
Organizada por el grupo de profesionales argentino Sysarmy, en la que reúnen tanto profesionales como amateurs en los diversos temas. El evento se realiza en la Ciudad Autónoma de Buenos Aires, Argentina desde el 2014, desde 2023 también en Santiago de ChileEn 2024 se llevó a cabo la edición en Ciudad de México.

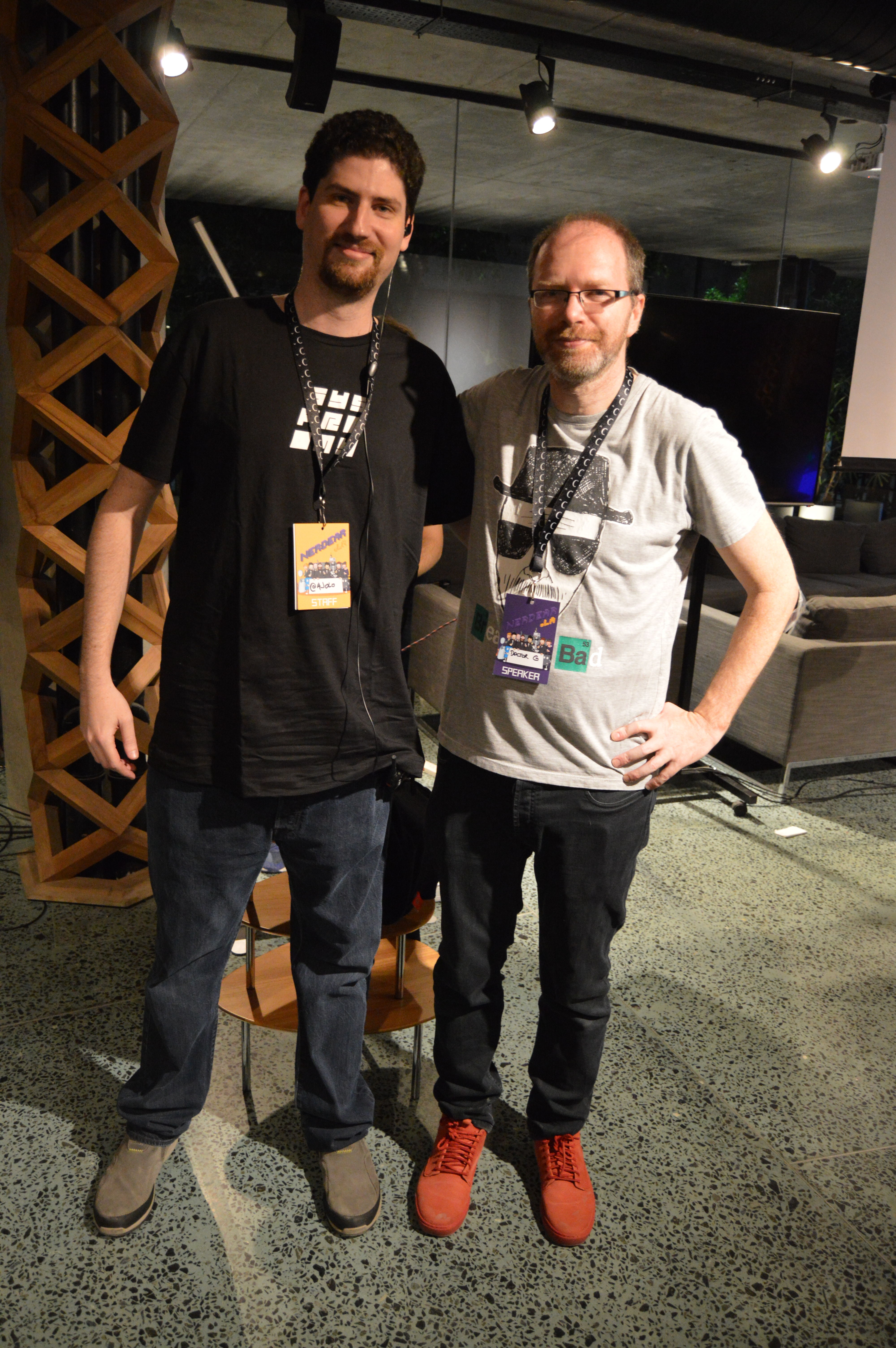
Ariel Jolo (Uno de los organizadores del evento) y Diego Golombek (Orador en el evento en 2017)

La modalidad del evento ha sido en los últimos años híbrida, entre charlas presenciales que sumaron unos 10000 asistentes en Argentina y 1500 en Chile, y en línea en donde el número superó los 25000 en Argentina y 10000 en Chile. Por la pandemia de COVID-19 el evento fue exclusivamente virtual en los años 2020 y 2021.
La conferencia además de contar con el evento principal anual orientado principalmente al público de programadores y administradores de sistemas, también cuenta con una versión llamada "Nerdearla 101" orientada al público más nuevo y con menos experiencia en los ámbitos de sistemas.
En cada edición está abierta la llamada al público para aplicar para dar una charla sobre alguno de los temas relacionados con el evento (charlas luego evaluadas por un jurado,), en donde la mayoría de los exponentes son del país en el que se desarrolla el evento (Argentina o Chile) y el resto de otros países hispanoparlantes de Latinoamérica; también son invitados ciertos ponentes para dar charlas especiales, como fueron los casos de  Jon "Maddog" Hall Martin Cooper, Miguel San Martín, Megan Smith (ex CTO de los Estados Unidos durante el mandato del Presiente Barack Obama), Douglas Crockford, Dava Newman, Greg Kroah-Hartman (uno de los desarrolladores principales del Kernel de Linux), Solomon Hykes (cocreador de Docker), Sandra Cauffman Bruce Schneier Brendan Burns (cocreador de Kubernetes), Diego Golombek y Valeria Edelsztein, entre otros.
El evento cuenta con el apoyo de algunas organizaciones sin fines de lucro relacionadas con la tecnología y sistemas informáticos como Open Source Initiative.

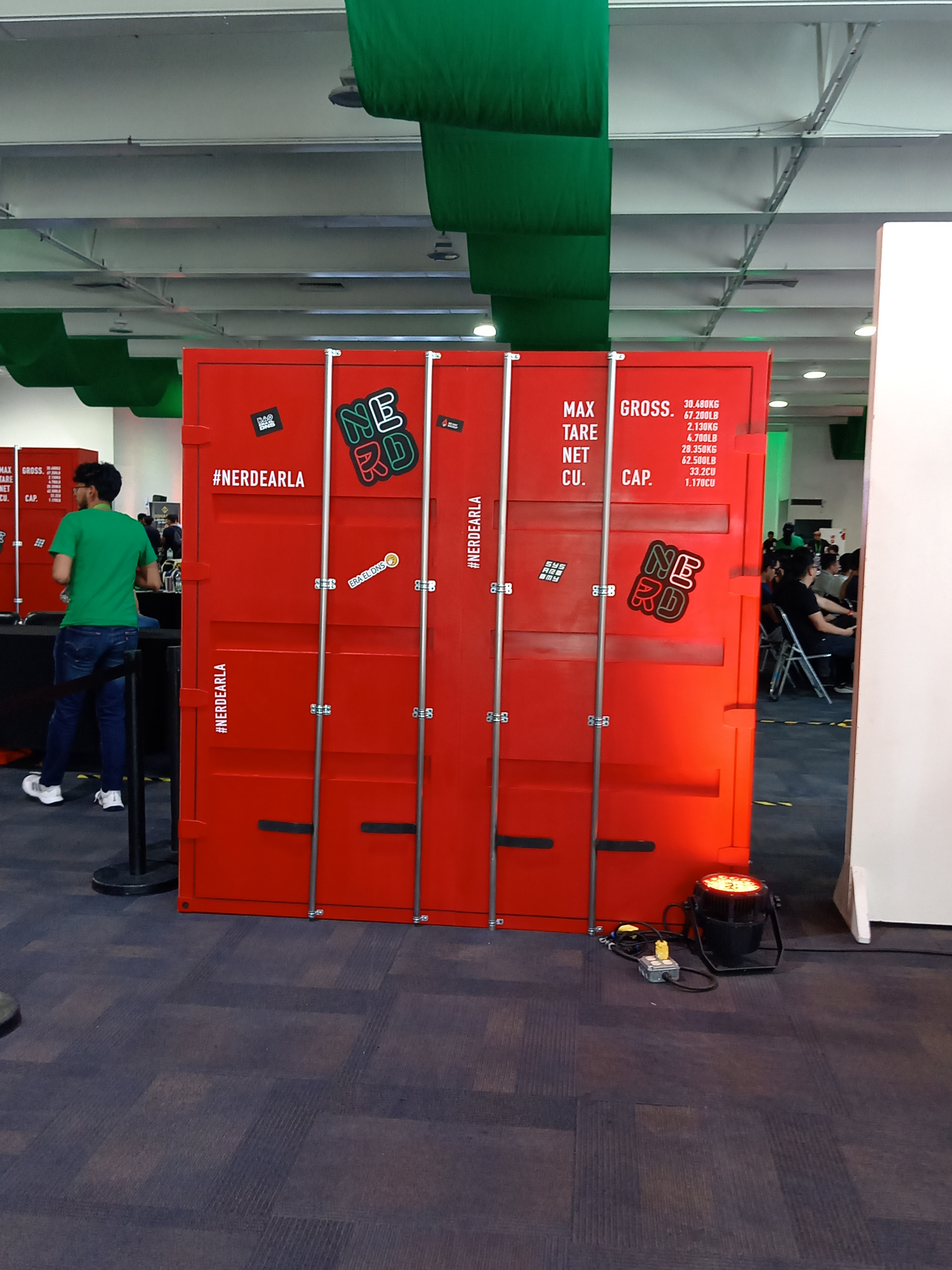
Stand de Nerdearla Edición México

La primera edición de Nerdearla en Ciudad de México se desarrolló de forma gratuita, en dos formatos de forma virtual y presencial, esto con la finalidad de crear comunidad alrededor de los temas en tendencia.
Entre los expertos destacados que participaron en fueron  Sara Hooker reconocida por su trabajo en Google Brain-Deepmind; Matt Mullenweg ,Manuel López  Maestro FIDE en ajedrez, y Miguel Barajas Arquitecto de Centro de Datos y Nube para Latinoamérica en Cisco. Algunos de los expertos que solamente se presentaron de forma virtual fueron,  Dan'l Lewin, CEO del Computer History Museum, y de una entrevista exclusiva con Eric y Julia Lewald, showrunners de la serie animada X-Men.

## Reconocimientos
- En 2023 fue declarado de "Interés Cultural" por parte del Ministerio de Cultura de la Argentina.[12][3]
- En 2023 fue declarado de "Interés Cultural" por el Ente Turístico de la Ciudad de Buenos Aires.[3]